# 에리야 쭈타누깐
에리야 쭈타누깐(태국어: เอรียา จุฑานุกาล Ariya Jutanugarn[*], 1995년 11월 23일 ~ )은 태국의 프로 골프 선수이다.
방콕 출신인 그녀는 어렸을 적 골프 장비 전문점을 운영하던 아버지의 영향으로 언니 모리야와 함께 골프를 시작했다. 11세 때인 2007년에 프로로 데뷔하여 당시 LPGA 역대 최연소 선수가 되었다. 2016년 위민스 브리티시 오픈에서 우승하며 태국 선수 중에서는 최초로 메이저 대회에서 우승하는 기록을 남겼다. 다만 같은 해 리우 올림픽에서는 무릎 부상으로 기권했다. 2017년 6월 세계 랭킹 1위에 올랐다.